# Isidor din Sevilla
Isidor din Sevilla (în spaniolă San Isidoro, în latină Isidorus Hispalensis, n. cca. 560, Cartagena, Spania — d. 4 aprilie 636, Sevilla, Spania) a fost un episcop hispano-roman, părinte al Bisericii.

## Viața
S-a născut în jurul anului 560 la Cartagena, în Regatul Visigot. După moartea tatălui, a fost educat de fratele său mai mare, Leandru, arhiepiscop de Sevilla. Sfințit episcop al orașului natal (600), a scris multe cărți, cu mare erudiție; a organizat și a condus mai multe concilii în care s-au luat hotărâri înțelepte. S-a îngrijit de pregătirea științifică a preoților.
Isidor este considerat ultimul părinte apusean al Bisericii.

## Opera

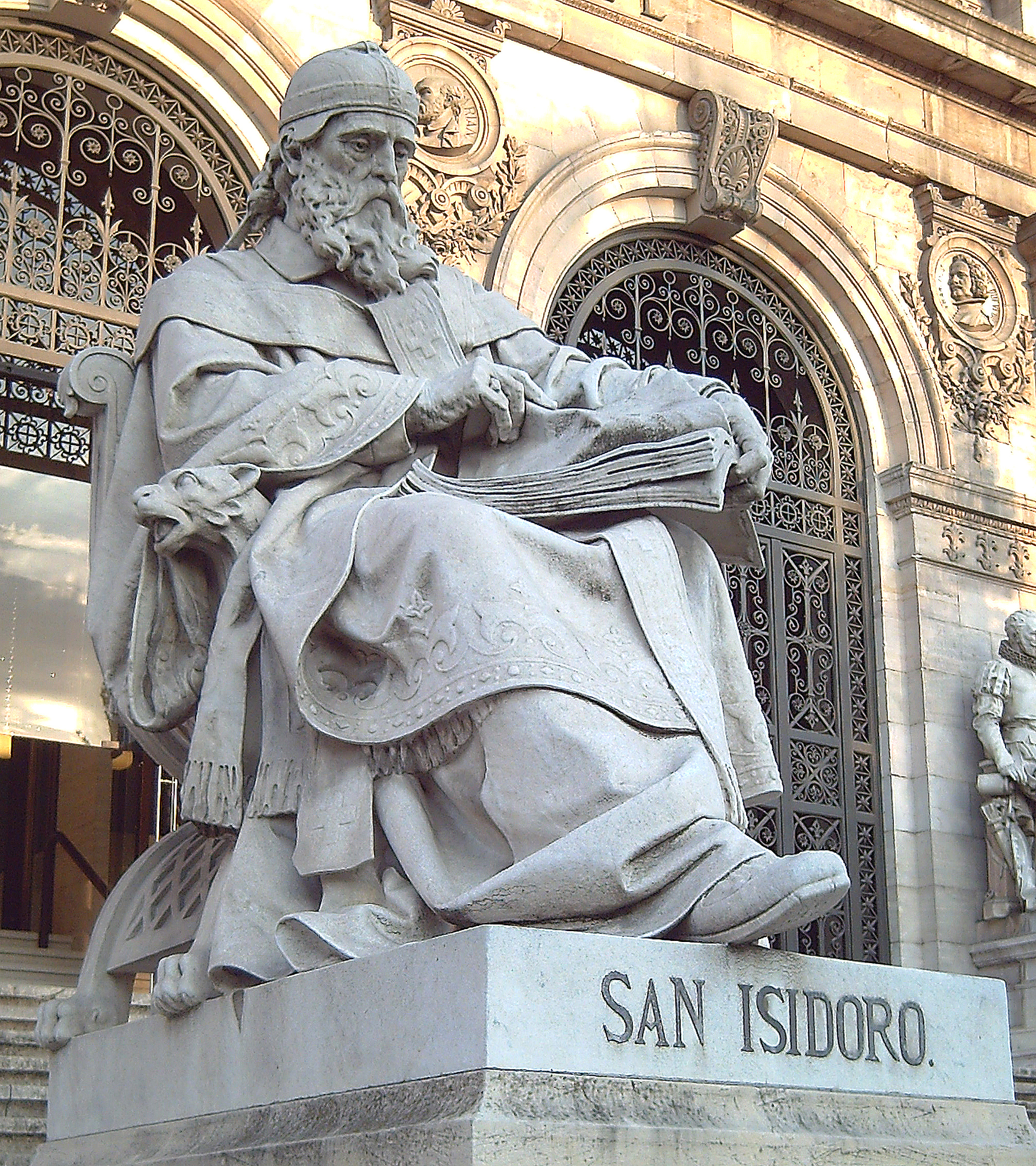
Statuia Sfântului Isidor din Sevilla, în fața scării de la intrarea în Biblioteca Nacional de España, din Madrid (sculptură de J. Alcoverro, 1892).

Isidor era interesat de foarte multe domenii (științele naturii, gramatică, istorie, teologie) și a încercat să transmită vremurilor viitoare întreaga cunoaștere a antichității.
În domeniul științelor naturii, lucrarea lui principală, „Etymologiae”, o lucrare de bază a întregului Ev Mediu, redactată în latina medievală, este un gen de enciclopedie care cuprindea întreaga cunoaștere profană și religioasă a timpului.
„De viris illustribus” conține material biografic și hagiografic despre scriitorii africani și hispanici din secolele al VI-lea și al VII-lea.
Sf. Isidor s-a remarcat în primul rând ca teolog, influențând prin opera sa dogmatica și morala întregului Ev Mediu. Lucrarea sa teologică principală, concepută ca manual de teologie morală, „Sententiarum libri tres”, se ocupă de învățătura Bisericii despre conduita creștină și etică și despre organizarea bisericească. Subliniază misiunea caritativă a clerului, ținând seama de porunca iubirii față de aproapele. Necreștinii sunt aspru combătuți, însă Sf. Isidor respinge folosirea violenței în scopul convertirilor forțate.

### Listă a lucrărilor Sf. Isidor din Sevilla
- Lucrări generale:

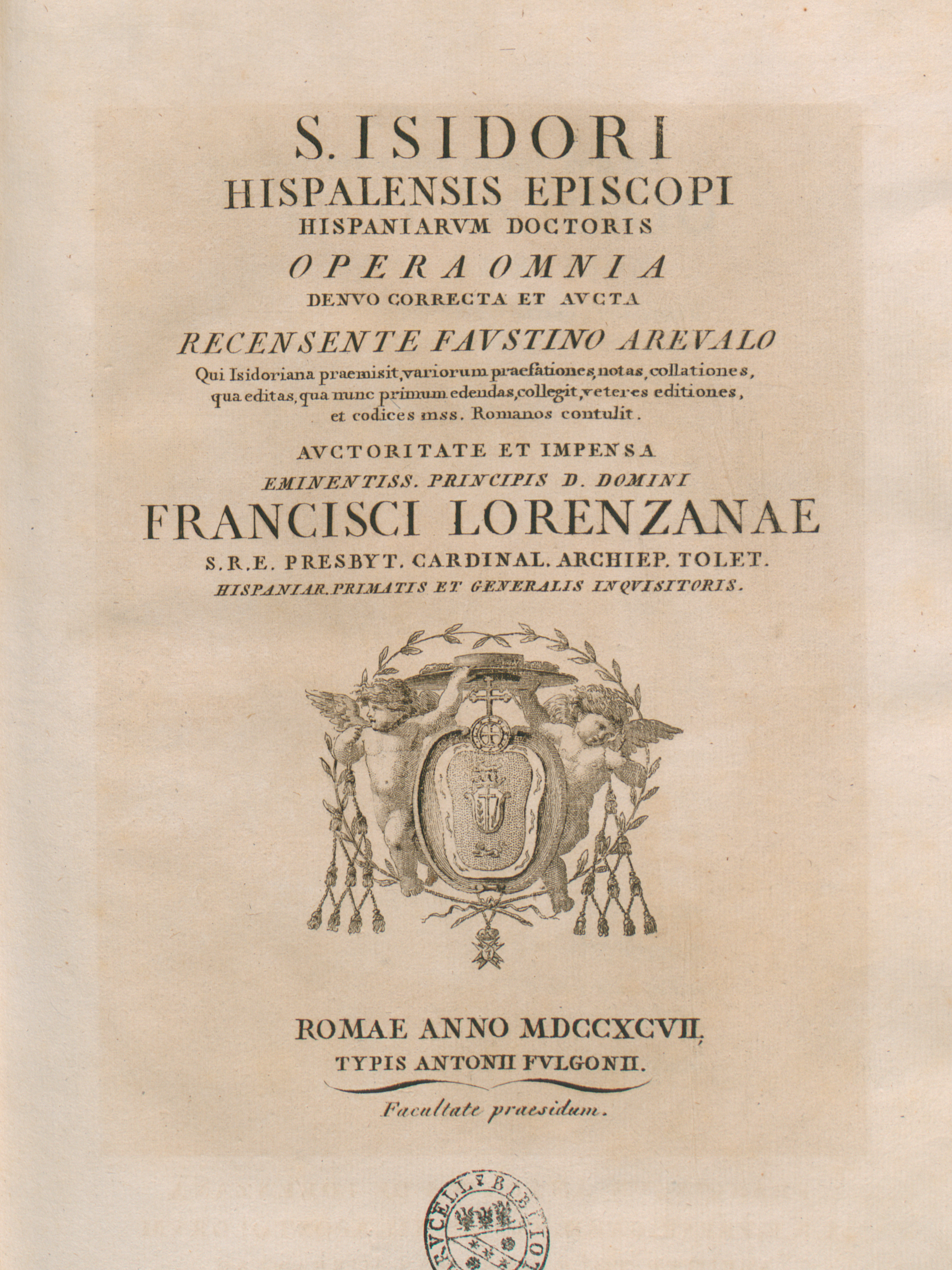
Opera omnia, 1797

  - Etymologiarum Libri Viginti (pe scurt, Origines sau Etymologiae): În această vastă lucrare enciclopedică, Sfântul Isidor încearcă să introducă toate cunoștințele profane și religioase ale omenirii, până în epoca sa.
  - De natura rerum
- Lucrări istorice:
  - Chronicon (sau Chronica maiora): Conține analele lumii până în anul 615.
  - Historia de regibus Gothorum, Vandalorum et Suevorum, sau Historia Gothorum
  - De viris illustribus
- Lucrări teologice:
  - De ortu et obitu patrum qui in Scriptura laudibus efferuntur
  - Allegoriae quaedam Sacrae Scripturae
  - Liber numerorum qui in Sanctis Scripturis occurrunt: despre semnificația mistică a numerelor în Biblie.
  - In libros Veteris et Novi Testamenti prooemia
  - De Veteri et Novo Testamento quaestiones
  - Secretorum expositiones sacramentorum, seu quaestiones in Vetus Testamentum
  - De fide catholica ex Veteri et Novo Testamento, contra Judaeos
  - Sententiarum libri tres
  - De ecclesiasticis officiis
  - Regula monachorum

### Ediții
- J. P. Migne, Patrologiae cursus completus, series Latina, Paris 1878-1890, vol. 81-83;
- Isidoris iunioris episcopi Hispalensis Historia Gothorum Vandalorum, Sueborum. Ed. îngrijită de Theodor Mommsen, Hannover 1894 (MG AA 11), 267-303;
- Isidoris iunioris episcopi Hispalensis Chronica maiora. Ed. îngrijită de Theodor Mommsen, Hannover 1894 (MG AA 11), 424-488;
- Isidoris Hispalensis episcopi etymologiarum sive originum libri XX. Ed. îngrijită de Wallce M. Lindsay, Oxford 1911;
- Isidore, Traité de la nature. Ed. îngrijită de Jacques Fontaine, Bordeaux 1960;
- The letters of St. Isidore. Ed. îngrijită de Gordon B. Ford, Amsterdam 21970;
- Isidore's Etymologies. Engleză și Latină, Paris.
- George A. Hench, Der althochdeutsche I. Faksimile-Ausgabe des Paris Codes ..., Straßburg 1893;
- Der althochdeutsche Isidor Nach der Pariser Handschrift und den Monseer Fragmenten neu hrsg. von Hans Aggers, Tübingen 1964.

## Canonizare
A fost canonizat sfânt de Biserica Catolică, în anul 1598, de Papa Clement al VIII-lea. Sărbătoarea sa a fost stabilită pentru ziua de 4 aprilie, în fiecare an.
A fost proclamat Doctor al Bisericii în 1722 de Papa Inocențiu al XIII-lea.
Mulțumită structurii lucrării sale Etymologiae, care amintește de unele baze de date denumite trii, și prefigurează viitoare invenții ale clasamentului alfabetic, precum și noțiunea de index, Isidor de Sevillia a fost propus, în anul 2001 ca sfânt patron al informaticienilor, al utilizatorilor informaticii, al Internetului, al internauților și al studenților.